# Oligia albescens
Oligia albescens là một loài bướm đêm trong họ Noctuidae.